# La taranta
La taranta (conosciuto anche col titolo La terra dei rimorsi) è un cortometraggio documentario del 1962 diretto da Gianfranco Mingozzi, considerato come il primo documento filmato sul tarantismo.

## Produzione
Per realizzare il documentario, Mingozzi ha visitato il Salento negli anni '50 e '60.
Il film è stato realizzato con la consulenza di Ernesto de Martino e dell'etnomusicologo Diego Carpitella.